# Consulat général de Sainte-Lucie à Fort-de-France
Le consulat général de Sainte-Lucie à Fort-de-France est une représentation consulaire de Sainte-Lucie en France. Il est situé rue de la Libération, à Fort-de-France, en Martinique.